# Escuela catequística de Alejandría
La Escuela catequística de Alejandría, también llamada Didaskálion o didaskaleion, en griego, fue uno de los centros teológicos de los primeros siglos del cristianismo, ubicada en la ciudad de Alejandría. Tuvo escuelas filiales en Cesarea de Palestina y en Panfilia. Esta escuela fue fundada aproximadamente hacia el año 180 por Panteno, pero sus orígenes son probablemente anteriores, algunos los remontan hasta San Marcos el Evangelista; en ella enseñaron grandes teólogos y padres de la Iglesia. Su método de estudio de las Sagradas Escrituras fue de carácter simbólico-alegórico, muy distinto de los métodos de la exégesis literal propugnados por la Escuela de Antioquía.

## Contexto histórico
En los primeros tiempos del cristianismo, Alejandría aventajaba a Roma en la importancia de sus escuelas. La religión cristiana llegó muy temprano a Alejandría y con ella la necesidad de establecer una catequesis, como se hacía en todas partes en que penetraba la Iglesia (Gal 6, 6). La función de ilustrar a los catecúmenos la confiaba el obispo a un presbítero, cuyas explicaciones seguían personas de toda edad y condición. La Iglesia se desarrollaba en Alejandría en medio de filólogos, de filósofos, de exegetas judíos, y de toda índole de sabios; y minada en sus principios por los gnósticos, exigía que su catequesis fuera una escuela elevada y científica. Si bien la religión de Cristo era una revelación y no una filosofía, mal podía aceptarse en Alejandría si no solucionaba muchos problemas ideológicos. Quizá por esto la catequesis de Alejandría se llamó en seguida Didaskálion, «escuela», atribuyéndose su fundación al evangelista San Marcos (Eusebio, Historia ecclesiástica, 2, 16; 5, 10: PG 20, 454; San Jerónimo, De viris illustribus, 3, 36; PL 23, 631-651; cfr. J. Salaverri, o. c. en bibl.). Este matiz científico con que el Didaskálion exponía la doctrina de Cristo aparece testimoniado ya en el siglo II, siendo Panteno su primer director conocido, e inmediatamente después de él los célebres Clemente Alejandrino y Orígenes (nombrado en 215 por el obispo Demetrio), Heraclas, Dionisio y Dídimo el Ciego.
Entre otros teólogos que tuvieron relación con esta escuela, cabe citar a Gregorio el Taumaturgo, Gregorio Nacianceno, Atenágoras de Atenas, Atanasio de Alejandría, Cirilo de Alejandría y el historiador Rufino de Aquilea. Otros, como Jerónimo y Basilio de Cesarea, permanecieron dentro de esta escuela para entrar en contacto con algunos de sus estudiantes.

## La filosofía de la Escuela

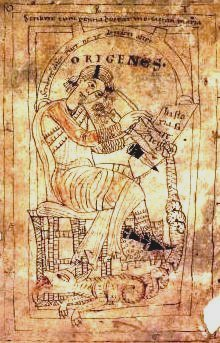
Orígenes.

El escepticismo y los sofistas ponían en tela de juicio las doctrinas pitagóricas, académicas y peripatéticas, y luchaban por imponerse el estoicismo, el epicureísmo y el escepticismo. Sobre estas competiciones triunfaban los idealistas y los eclécticos (E. Zeller, Die Philosophie der Griechen, III b, 7 ed. Leipzig 1923, 251). El centro de estos movimientos filosóficos era Alejandría. Como en sus puertos se mezclaban las mercancías del Oriente y del Occidente, así en sus escuelas se reunían maestros y discípulos de todo el Imperio romano. De su anhelo de convivencia y de tolerancia sobrevino una mezcla tal de doctrinas que resultaba difícil distinguirlas. Con todo, preponderaba el gnosticismo y el neoplatonismo. Aunque el gnosticismo no surgiera en Alejandría, en esta ciudad llegó a su cima, por obra de Basílides, Valentín y Carpócrates, aproximándoseles Marción, a quien no se puede llamar claramente gnóstico, pero que constituyó un grave peligro para la unidad de la Iglesia Primitiva.
El neoplatonismo, aún admitiendo la trascendencia de la divinidad, reaccionó contra el gnosticismo, pero fracasó en su tentativa de restauración filosófica y religiosa. El triunfo sobre el gnosticismo lo consiguió la escuela cristiana de Alejandría, apoyándose en la razón y en la fe. La razón investiga la verdad, siguiendo los principios de la filosofía griega; pero sobre ella está la fe, de la que pensaban así: 
- 1) La materia de la fe nos la impone la Revelación divina; el espíritu humano puede alcanzarla, apropiársela y explicarla, pero no puede incrementarla sustancialmente ni mudarla.
- 2) La ciencia no puede engrandecer ni elevar la certeza que la fe comunica, ni la materia de la misma fe; pero sí puede lograr una explicación más perfecta de la forma con que se presenta al entendimiento.
- 3) La fe, base inmutable y regla de la ciencia, es el punto de partida del conocimiento de lo divino; ella suministra los principios que no tienen necesidad de prueba, porque se apoyan en la infalibilidad y veracidad de Dios revelante.
- 4) La fe atisba los rayos de verdad que puede haber en las enseñanzas paganas, y se fundamenta en la Sagrada Escritura y en la Tradición de la Iglesia.
- 5) Verdad revelada y ciencia verdadera no pueden oponerse, porque tienen una fuente común, el Verbo de Dios. Por eso el Didaskallion no tiene miedo a la ciencia, ni a la exégesis judía, sino que se sirve de ellas. La filosofía tiene parte de verdad, pero hay que robustecerla con la prestación de toda la verdad, que se halla en el cristianismo. Por otro lado, la exégesis bíblica, floreciente en aquellos días, por obra de Filón, debe completarse con las nuevas revelaciones del Hijo de Dios, que vino a este mundo no a desautorizar el Antiguo Testamento, sino a completarlo.

## Lateodicea

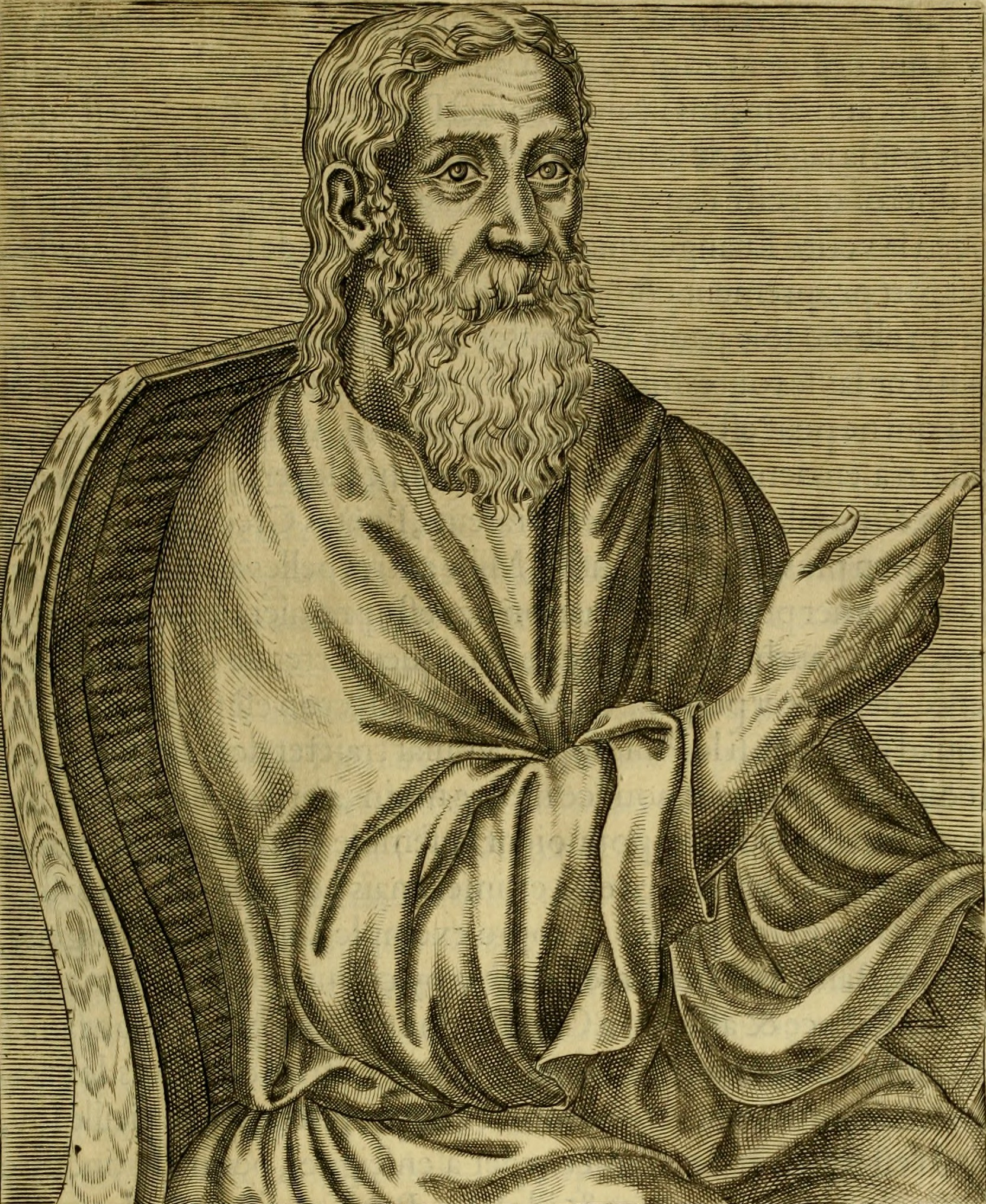
Clemente de Alejandría.

Frente a los intentos de reconstrucción de una religión y de una moral puramente natural, la teología cristiana afirma sus principios primitivos con el marchamo de la Revelación, manifestada en los libros santos y en la tradición sobrenatural, lo cual supone no ya sólo una doctrina filosófica, sino también una ciencia teológica. Acepta la trascendencia de Dios, afirmando la existencia de un Ser superior a todas las cosas, y a todas las categorías del pensamiento. Este Ser supremo no está relegado a la distancia inaccesible y tenebrosa del gnosticismo valentiniano. Dios está presente en la intimidad de todas las cosas, sin confundirse con ellas, como querían los estoicos. Incluso se le puede conocer por medio de las criaturas, como dice la Sagrada Escritura. El cristianismo no pretende negar lo que haya de verdad en la filosofía con relación al hombre y a Dios, aspira a confirmar esa verdad con la autoridad de la palabra divina: «Así como la Ley fue pedagogo que llevó a Cristo a los hebreos, así lo fue la filosofía para los griegos. La filosofía prepara, pues, y abre el camino para Cristo a aquel que debe ser perfeccionado por el mismo Cristo (Clemente A., Stromata 1, 5). Palabras que, recogidas por San Basilio y San Agustín, pasan a Boecio y Casiodoro, penetran la Escolástica y llegan hasta la teología moderna. «Lo difícil dice Denis para Alejandría no era el no ser conciliadora, sino el no serlo más que en una cierta medida, y el combinar la teología elaborada por los filósofos judíos o griegos, con la tradición apostólica sobre Cristo, sin violentar ni desnaturalizar esta tradición» (o. c. en bibl., p. 7).
Frente al panteísmo estoico, los padres alejandrinos debían exponer la trascendencia de la divinidad y liberarla de las cualidades puramente humanas que el antropomorfismo le confería; frente al gnosticismo, debían atribuirle algunas propiedades análogas a las nuestras, pero en grado eminente. En el primer aspecto se fijó sobre todo Clemente y en el segundo Orígenes. No han faltado teólogos que han exagerado este matiz negativo de la teología de Clemente (cfr. Petau, Theologia dogm., París 1864, cap. 5 n. 6; G. Bardy, o. c. en bibl.), sin advertir que responde a las necesidades impuestas por la controversia. Aunque alguna afirmación resulte ambigua, afirman sin titubeo que Dios está íntimamente presente en las criaturas por su inmensidad; y, aunque es cierto que «a Dios nunca lo ha visto nadie» (Io 1, 18) y que «nadie conoce al Padre más que el Hijo y a quien el Hijo lo quiera revelar» (Mt 11, 27), Dios es cognoscible de alguna manera por sus criaturas (Clem. Alej., Strom. 1, 29: PG 8, 806), como de hecho los filósofos griegos lograron un conocimiento de Dios, aunque confuso y enigmático (ib., 6, 17: PG 9, 380 ss.). Orígenes enseña que las obras de la Providencia manifiestan las perfecciones de Dios (Princip. 1, 1, 6: PG 16, 124).
De estos conceptos de la teodicea alejandrina deriva el simbolismo que ellos ven en los hechos contingentes y el alegorismo que aplican en la exégesis de la Sagrada Escritura. El Antiguo Testamento no es más que una imagen de la realidad que se presenta en el Nuevo. Otro rasgo característico de los estudiosos alejandrinos es la preocupación moral, sobre todo en Clemente. Clemente es un teólogo moralista. Tal se manifiesta en el Pedagogo y en Stromata sobre todo al tratar los temas de la continencia, del matrimonio, del martirio, etc. (cfr. E. de Fayl, o. c. en la bibl.), y el mismo Orígenes, de suyo más místico, en las Homilías (cfr. P. Batiffol, o. c. en la bibl., p. 123).

## Antropología
Con respecto al hombre afirman resueltamente la dignidad humana. El hombre es un ser especial dentro de la creación, por su belleza y por el origen de su alma que no procede por generación (Clem. Alej., Strom. 6: PG 9, 359). Clemente borra del catálogo de los filósofos a todos los resabiados de epicureísmo. Orígenes, haciendo eco de Aristòteles , define al hombre como «animal racional», definición que tanto juego ha de prestar en la filosofía. El cuerpo es corruptible, el alma inmortal. Contra Filón y Plotino, que identifican el alma con la divinidad, afirma Clemente que es «una criatura del Todopoderoso» (ib., 3, 14: PG 8, 1194). Nuestra participación del Logos no es sustancial, sino por gracia.
Frente al determinismo de los gnósticos, Clemente y Orígenes defienden la libertad humana: el bien y el mal no están inherentes ni en el espíritu ni en la materia, sino en el uso que se hace del libre albedrío. Otro punto que luego influirá grandemente en la moral de San Agustín y en la Escolástica es la idea del orden natural, norma de nuestras acciones. Obrar conforme a la ley natural es seguir la voluntad divina. El conocimiento de la Física tiene por objeto investigar el orden que nos lleva a acomodar nuestra vida con la ley natural (Oríg., Prol. in Cant.: PG 13, 75).
De aquí procede la importancia que se da en la escuela de Alejandría a la filosofía griega, como disposición natural para el estudio de la Revelación. Orígenes se sirve de la ciencia de los griegos para la exposición de sus doctrinas, sin identificarse con el espíritu griego. Sigue a Platón en lo posible, para exponer sus ideas, pero se aparta de él cuando la fe cristiana le ofrece la solución de un problema. Las doctrinas de Orígenes no son ni de Platón ni de los estoicos, sino del propio Orígenes y de su tiempo.

## Teología. Maestros posteriores: las dos épocas de la Escuela

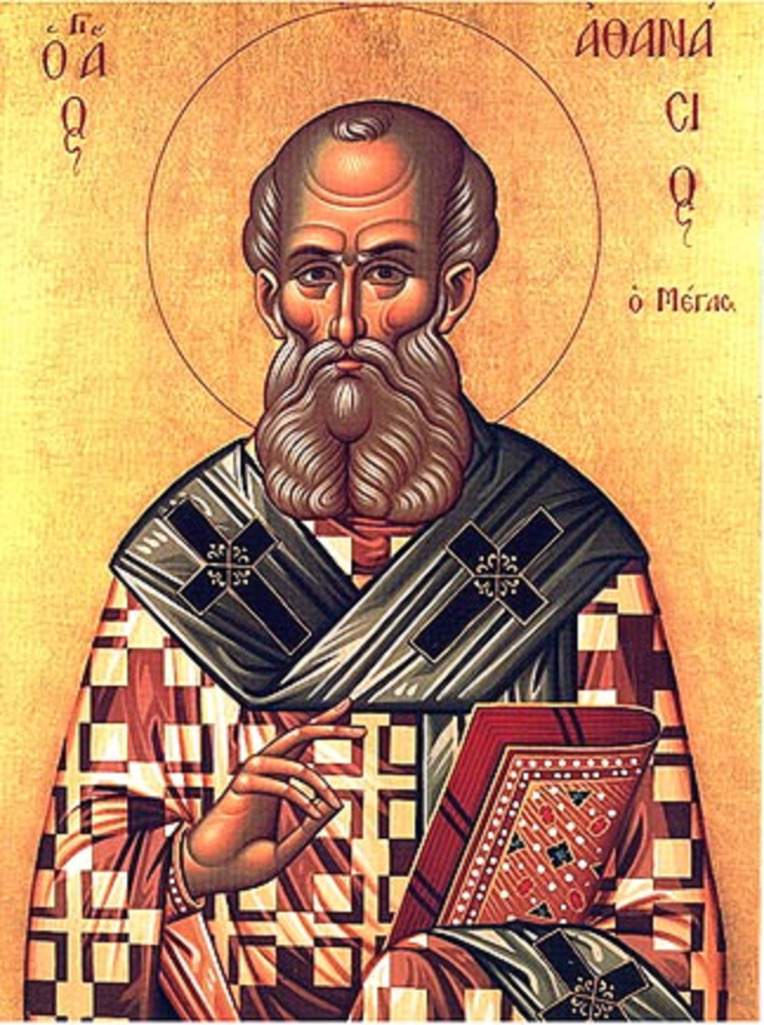
San Atanasio.

En el centro de la enseñanza enciclopédica los doctores alejandrinos pusieron la ciencia de Dios, la Teología. No llegaron a una síntesis en el método teológico, pero entroncaron esta ciencia con los saberes humanos, y esto lo alcanzaron por dos caminos: concibiendo la ciencia profana como un pórtico de la verdadera sabiduría; y considerando las verdades de la fe como principios de síntesis, que robustecen la inteligencia humana. El primer método, ascendente, parte de lo visible para llegar al Ser invisible (es el modo de proceder familiar a San Alberto Magno, Opera omnia, XII, París 1896, 2; y de su discípulo Santo Tomás Becket, Opusc. LXIII, qIl, a3.7); en este sentido formuló Clemente su famosa frase Philosophia ancilla Theologiae (La filosofía es sierva de la teología). El segundo método, en que la razón opera iluminada y sostenida por la fe, tiene su exposición cabal en Clemente (Strom. 2, 11: PG 8, 984); la fe es lo único que puede llevarnos a una verdadera gnosis. Gnosis que, considerada como un desarrollo de la fe, llega a San Agustín, a San Anselmo y a la Escolástica (cfr. Didot, Logique surnaturelle subjective, París 1891, 254 ss.).
Las circunstancias en que hablan del Logos, p. ej., Orígenes contra Sabelio y Berilo, les hacían insistir en la distinción de la personalidad del Verbo, y llegan en algún momento a dar al Hijo un rasgo de ser intermediario entre el Padre y las criaturas (Orig., Contra Celsum, 3, 37: PG 11, 1239). Lo mismo hay que decir de los alejandrinos posteriores, que lucharon contra el sabelianismo, como el obispo Dionisio (247-264), que en su escrito a Armonio y Eufanor, intensificando las expresiones de distinción de la personalidad eterna y divina del Verbo, caía por exceso de celo, como Orígenes, en dicciones que comprometen su igualdad de esencia con el Padre. Lo que un siglo después escribía San Basilio (Epist. 1, 9: PG 32, 267) sobre Dionisio puede aplicarse a la mayoría de los doctores de Alejandría (cfr. J. Lebreton, J. Zeiller, Histoire de l'Église, 2, 1946, 319-332).
Por el mismo camino subordinacionista procedió Teognosto, sucesor de Dionisio en la Escuela (265-282); y Pierio, que sucedió a Teognosto, siguió errando en cuanto al misterio de la Trinidad. Fue necesario llegar a Pedro de Alejandría (ca. el 300) para que en el Didaskallion hubiera un concepto claro sobre la consustancialidad e igualdad del Verbo con el Padre. Pedro corrigió también la doctrina origenista de la preexistencia del alma, y de su encarcelamiento en el cuerpo por un pecado cometido anteriormente. Esta ortodoxia se turbó pronto con la llegada de Arrio. Como él traía un sistema distinto de exégesis, los padres de Alejandría abandonaron la interpretación alegórica y adoptaron el sistema históricogramatical. La Escuela de Alejandría volvió a florecer, y esta vez con una seguridad y ortodoxia admirables. El orientador de esta segunda etapa fue San Atanasio frente a Arrio, seguido del teólogo de la Trinidad, Dídimo el Ciego; como luego lo será San Cirilo frente a Nestorio, explicando como un teólogo moderno la unión hipostática entre el Verbo y la Naturaleza humana de Jesús (v. Encarnación).